# Ferrari F12berlinetta
Ferrari F12berlinetta, наричана още F12 Berlinetta или просто F12, Gran Turismo автомобил с предно-средно разположен двигател и задно задвижване, произвеждан от Ferrari. F12berlinetta е представен за първи път пред публиката през 2012 г. на автосалона в Женева. Моделът заменя Ferrari 599 GTB Fiorano.

## Спецификации

### Двигател
F12berlinetta използва 6.3-литров (6262 куб. см), натурално аспириран, 65-градусов V12 двигател. Същият двигател се използва и във Ferrari FF, но във F12berlinetta развива максимална мощност от 740 к.с. при 8500 об./мин и 690 Nm въртящ момент при 6000 об./мин, правейки автомобила най-бързия модел на Ferrari до днешна дата. F12berlinetta ускорява от 0-100 км/ч за 3.1 секунди, от 0-200 км/ч за 8.5 секунди, а максималната скорост е над 340 км/ч.
Двигателят на F12berlinetta е проектиран с цел да бъде по-икономичен от този на 599, но и по-мощен. Управляващият модул на двигателя има HELE старт-стоп система, дело на Ferrari, с цел намаляване на потреблението в спряло положение. Ferrari твърди, че F12berlinetta може да стигне разход от 13 литра/100 км, което е с 30% по-добра консумация от тази на 599, а CO2 емисиите са намалени на 350 г/км.

### Трансмисия
Както събратята си California, 458 Italia и FF, F12berlinetta предава мощността си чрез 7-степенна полуавтоматична предавателна кутия с два съединителя. Предавките могат да се сменят от шофьора с помощта на два лоста зад волана. За разлика от събратята си F12berlinetta използва по-малки отношения на предавките, за да може да работи с мощността на двигателя.

### Шаси
F12berlinetta има пространствено шаси от алуминий, развито съвместно със Скалиети. Шасито е направено от 12 различни сплави на алуминия и подобрява общата здравина на конструкцията (с 20% по-здрава от тази на 599), докато намалява теглото на шасито със 70 кг. Центърът на тежестта е с 25 mm по-нисък от този на 599. F12berlinetta има разпределение на тежестта си от 46% отпред и 54% отзад.
Подобно на други съвременни модели на Ferrari, F12berlinetta използва третото поколение CCM3 въглеродно-керамични дискови спирачки на Ferrari и разполага с ABS система. Окачването е магнитореологично с електронно управление. Диференциалът е електронен с ограничено приплъзване. Има електронна система за стабилност и F1-Trac контрол на сцеплението (тракшън контрол). Стабилността на автомобила, сцеплението му, окачването и други настройки се контролират с помощта на малкия превключвател в долната дясна част на волана.

### Гуми
F12berlinetta е оборудван с гуми Michelin Pilot Super Sport (255/35ZR20 за предните и 315/35ZR20 за задните).

### Аеродинамика
F12berlinetta използва аеродинамични елементи от Ferrari 599XX и Скудерия Ферари, разработени с помощта на аеродинамичен тунел и тестове с изчислителна динамика на флуиди. Забележим елемент е аеро мостът – въздушен канал започващ от предния капак и преминаващ през страните на автомобила, създаващ по-голямо притискане. Друг подобен елемент са затварящите се отвори за охлаждане на спирачките. Тези отвори се отварят само когато спирачките са загрели, а през останалото време са затворени, за да се намали въздушното съпротивление. F12berlinetta има притискане от 123 кг при 200 км/ч, което е със 76% по-добро от това на 599 GTB. Коефициентът на съпротивление на модела е 0.299.

### Представяне
Ferrari казват, че F12berlinetta може да направи обиколка на тестовата им писта Фиорано (писта) за 1 минута и 23 секунди. Този резултат е с една секунда по-добър от този на 599 GTO, с 1.9 секунди по-добър от този на Ferrari Enzo, с 2 секунди по-добър от този на Ferrari 458 Italia и с 3.5 секунди по-бърз от този на 599 GTB.